# Paracytheridea depressa
Paracytheridea depressa är en kräftdjursart som beskrevs av Mueller 1894. Paracytheridea depressa ingår i släktet Paracytheridea och familjen Paracytherideidae. Inga underarter finns listade i Catalogue of Life.